# The Beggar’s Opera
The Beggar’s Opera ist eine 1728 im Londoner Lincoln’s Inn Fields Theatre uraufgeführte Ballad Opera von John Gay (Text) und Johann Christoph Pepusch (Musik). Sie begründete Gays Rang als einer der bedeutendsten Literaten des Augustan Age.

## Handlungsskizze

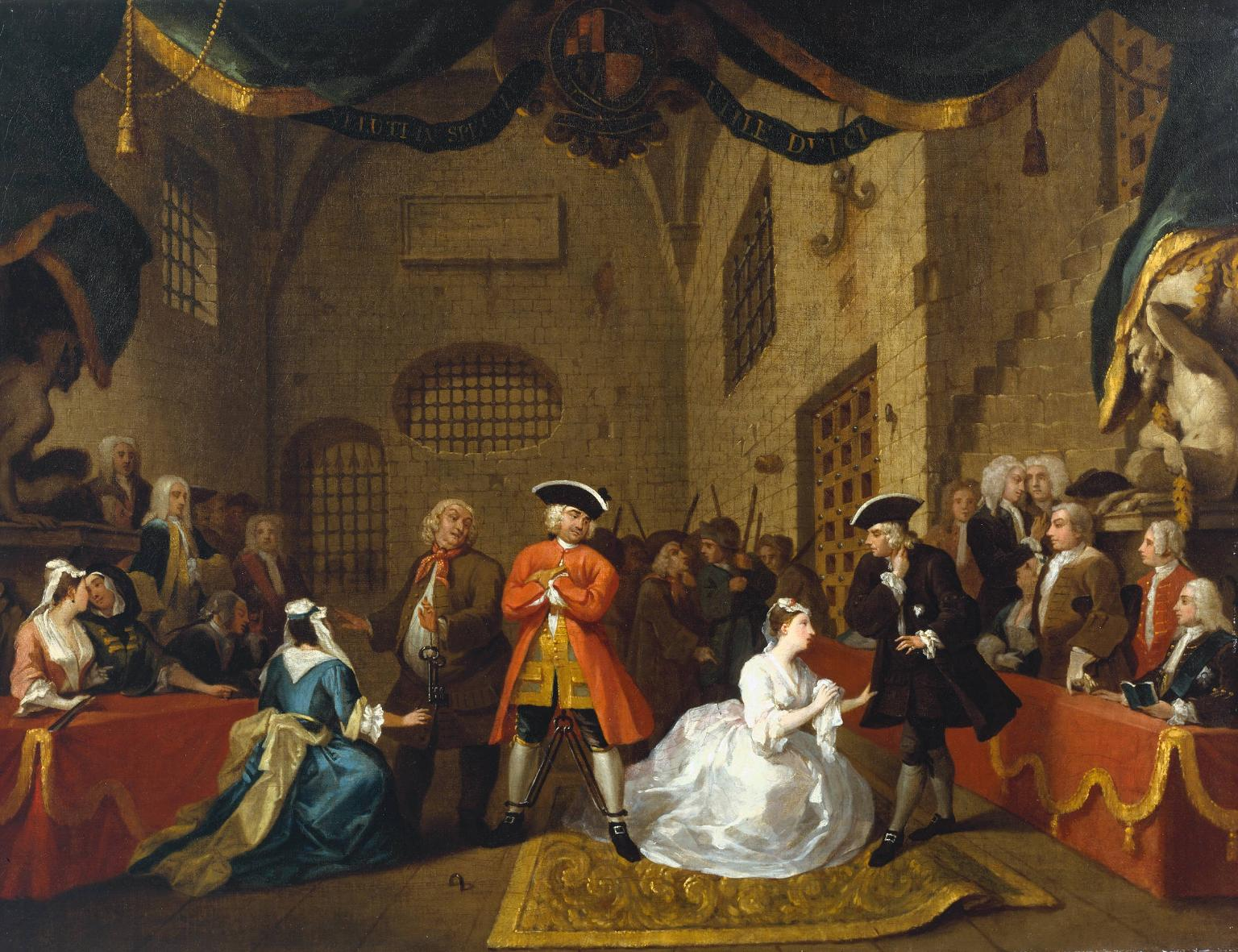
Gemälde der Beggar’s Opera, Scene V, von William Hogarth, c. 1728

Zu Beginn tritt ein Bettler auf und beteuert gegenüber einem Schauspieler, es handele sich tatsächlich um eine Oper, obwohl in ihr nicht alles „unnatürlich“ sei und Prolog, Epilog sowie Rezitative fehlen.

### I. Akt (13 Szenen)
Peachum ist eine Art Privatpolizist, der als Diebesfänger (engl. Thief-taker) auf Provisionsbasis der Justiz zuarbeitet, gleichzeitig aber als Hehler gestohlenes Gut verhökert. Bei seinem Gefolgsmann Filch beklagt er sich über seine Bande von Dieben, Räubern und Falschspielern, die zu wenig Ware bzw. Geld umsetzt. Im Gespräch erfährt Peachum von der Beziehung seiner unbedarften und romantisch veranlagten Tochter Polly mit dem Wegelagerer und Frauenhelden Macheath. Mr. und Mrs. Peachum sind entsetzt, als sie hören, Polly sei bereits mit ihm verheiratet, und beschließen, sie solle als Alleinerbin möglichst schnell Witwe werden, damit sie das Kopfgeld für Macheath kassieren können. Peachum beabsichtigt, Macheath zu töten. Polly will ihn warnen und ihm zur Flucht verhelfen.

### II. Akt (15 Szenen)
Einige Gangster planen den nächsten Coup, Macheath kommt dazu. Zwei Huren, Jenny und Suki, verraten ihn an Mr. Peachum, der ihn verhaftet. Die Huren streiten sich um die Belohnung, und Macheath erkauft sich im Newgate-Gefängnis leichtere Handschellen. Eine seiner vielen Frauen, Lucy, die Tochter des Gefängniswärters Lockit, besucht ihn. Ebenso wie Polly betört Macheath, der die höfische Ausdrucksweise beherrscht und sich auf Schmeicheleien versteht, Lucy und will sie heiraten. Lockit und Peachum streiten um das Kopfgeld für Macheath. Beide haben keine weiße Weste und sind zur Zusammenarbeit gezwungen. Lucy kann ihren Vater nicht umstimmen, Macheath freizulassen. Polly besucht Macheath und streitet sich mit ihrer Rivalin Lucy. Peachum bringt Polly nach Hause. Lucy stiehlt den Zellenschlüssel und verhilft Macheath zur Flucht.

### III. Akt (17 Szenen)
Lockit, der seiner Tochter auf die Schliche kommt, ist über sie entsetzt und will sich davon überzeugen, dass nicht auch Peachum Macheath geholfen hat. Bei einer Begegnung mit Peachum erfährt er zufällig von Mrs. Trapes Macheaths Aufenthaltsort: eine Spielhölle. Um ihn wieder zu fassen, wollen Lockit und Peachum kooperieren. Auch Polly plant nun eine Kooperation – und zwar mit Lucy, um Macheath zu retten. Lucy jedoch will Polly vergiften, aber Polly weigert sich, das Gift zu trinken. In der Zwischenzeit wird Macheath wieder eingesperrt. Die beiden Frauen bitten ihre Väter inständig darum, den Verhafteten vor der Todesstrafe zu retten. Am Schluss erscheinen noch vier weitere Geliebte von ihm. Am Galgen stehend, will er nun endlich gehängt werden. Der Bettler tritt wieder auf und besteht auf einer Hinrichtung. Aus Rücksicht vor dem Publikum, das ein Happy End verlangt, wird Macheath freigesprochen.

## Entstehung
1716 hatte Jonathan Swift in einem Brief an Alexander Pope dafür geworben, ein pastorales Drama im Londoner Newgate-Gefängnis aufführen zu lassen. Gay, der während der South Sea Bubble 1720 einen Großteil seines Vermögens verloren hatte, war zum unermüdlichen Schreiben gezwungen. Jedoch blieben seine Stücke ohne Erfolg. Dieses Schicksal teilte schon die 1715 entstandene parodistische Farce The What D’Ye Call It, in der er seinen typischen Stil fand und die als Genremischung sowie als radikale Theatersatire Merkmale der späteren Beggar’s Opera vorwegnahm. 1727 begann er mit der Arbeit an seiner berühmten Ballad Opera. Kritiker und Freunde schätzten die bevorstehende Publikumsresonanz pessimistisch ein. Colley Cibber, Impresario des Theatre Royal Drury Lane, lehnte das Manuskript ab, da er aufgrund der politischen Brisanz des Textes Zensurprobleme befürchtete. Nachdem die Herzogin von Queensberry, Frau des Charles Douglas, 3. Duke of Queensberry, eine finanzielle Unterstützung zusicherte, entschied sich John Rich, Gründer und Leiter des Lincoln’s Inn Fields Theatre, das Stück am 29. Januar 1728 uraufzuführen.

## Wirkung und Bedeutung

### Politischer Gehalt
Als Gesellschaftssatire, die sowohl höhere als auch niedere Stände ironisierte und gleichermaßen sentimental wie anti-romantisch wirkte, begeisterte sie das Publikum, alarmierte jedoch auch die Zensoren. So ließ der um das Ansehen von Hof und Regierung besorgte Lord Great Chamberlain die nach der beliebtesten Figur benannte Fortsetzung Polly (1729) verbieten. Gays realistischer Blick zeigt sich in der Darstellung damaliger gesellschaftlicher Entwicklungen – Verarmung infolge der Bevölkerungszunahme, Kriminalität, Prostitution, Alkoholismus insbesondere durch den Gin-Konsum – und in amüsanten Anspielungen auf das zeitgenössische Theater:
- Zu Beginn bedankt sich ein Bettler bei einem Schauspieler dafür, dass sein Drama nicht mehr von Laien, sondern von professionellen Darstellern aufgeführt wird.[Eb 2]
- Seine Zusicherung, keine der beiden weiblichen Hauptrollen benachteiligt zu haben, nimmt Bezug auf den Primadonnenstreit zwischen Francesca Cuzzoni und Faustina Bordoni im Jahr 1727,[Eb 2] der im Zwist zwischen Polly und Lucy eine Entsprechung findet.[i 1]
- Filch geht dort auf Diebestour, wo es sich lohnt: vor den Schauspielhäusern.[A 4]
- Durch die Lektüre von Liebesromanen bekommt Polly völlig naive Vorstellungen von der Ehe.[A 4]

Mit der Figur des Peachum, die sich an den bekanntesten englischen Verbrecher des 18. Jahrhunderts Jonathan Wild anlehnt, wurde gleichzeitig der britische Premier Robert Walpole karikiert. Gay, überzeugter Tory und Leidtragender der South Sea Bubble, hielt den Whig-Politiker für den Verursacher der finanziellen und wirtschaftlichen Verwerfungen nach 1720. Auch die Figuren Macheath und Robin (Robert) of Bagshot „alias Bluff Bob, alias Bob Booty“ tragen Walpoles Züge. Nach einer langjährigen Affäre heiratete er seine Geliebte Molly Skerritt, deren Name sich in den Figuren Polly Peachum und Lucy Lockit widerspiegelt.

### Etablierung der Ballad Opera
Die englischsprachige Alternative zum bombastischen italienischen Singspiel, die zudem – schon im Titel – die von Georg Friedrich Händel dominierte hohe Oper karikierte, wurde unter John Richs Ägide 62 Mal hintereinander aufgeführt. In den nächsten fünf Jahren entstanden 22 daran angelehnte Musikdramen. Der Erfolg der Ballad Opera gegenüber der Opera seria trug maßgeblich zum wirtschaftlichen Niedergang der Royal Academy of Music und von Händel als Opernkomponist bei.
Der Komponist Johann Christoph Pepusch, den Gay über John Rich kennengelernt hatte, entnahm die Themen der 69 Musiknummern (Airs), die den Stimmungslagen der Akteure entsprechen, populären Arien und Gesängen. Hiervon stammten 23 aus England und 46 aus dem Ausland.  Dabei enthalten John Gays Liedtexte mitunter Anspielungen auf die von Pepusch verwendeten populären Balladen, die dem Publikum oft vertraut waren. Pepusch komponierte selbst nur die Ouvertüre, die zwei Liedmelodien aufgreift, und ein Lied. Erhalten blieben lediglich die Harmonisierungen als Generalbasslinie der Melodien (aus der 3. Ausgabe der Oper von 1729); Partitur und Einzelstimmen sind verschollen.
Im Gegensatz zu italienischen Arien musste das Opernpublikum nun keine Sprachbarriere mehr überwinden. Dies trug ebenso zur Popularisierung bei wie die Auswahl hervorragender Singstimmen. In der Rolle der Polly avancierte Lavinia Fenton,  die spätere Frau des Herzogs von Bolton, zum Star. Bis zum Ende des Jahrhunderts kam es zu über eintausend Aufführungen, und in der Neuen Welt wurde The Beggar’s Opera zum Vorbild des Musicals. Im sittenstrengen Viktorianismus verschwand sie von den Spielplänen.

## Neuere Aufführungen und Adaptionen
Anfang des 20. Jahrhunderts restaurierte Frederic Austin das Werk und machte es mit einer zusätzlichen eigenen Musik wieder aufführungsfähig. Er spielte auch die Rolle des Peachum in den erfolgreichen Wiederaufführungen, die 1920 im Londoner Lyric Theatre unter dem Regisseur Nigel Playfair begonnen hatten. Die deutsche Übersetzung des Stücks von Elisabeth Hauptmann diente Bertolt Brecht und Kurt Weill 1928 als Grundlage ihrer Dreigroschenoper. Im Oktober 1934 verlagerte Brecht die Handlung seines Dreigroschenromans ins Milieu einer heuchlerischen Geschäftswelt, und in der Neufassung der Oper, an der er zwischen 1946 und 1949 arbeitete, passte Brecht den Stoff an die Situation nach dem Kriegsende an. Von größerer Werktreue ist Benjamin Brittens 1948 uraufgeführte Bearbeitung. 1978 diente die Oper als Grundlage für die Galoschenoper von Reiner Bredemeyer. Es folgten dramatische und zum Teil auch rein musikalische Adaptionen von:
- Jeremy Barlow
- Hans Magnus Enzensberger
- Dominic Muldowney
- Václav Havel (1975)
- Wole Soyinka, „Afrikanisierung“ der Handlung mit stärkerer Orientierung an der Dreigroschenoper (1977)[K 2]
- Richard Bonynge und Douglas Gamley (1981)
- Alan Ayckbourn: A Chorus Of Disapproval (1984)
- Winfried Radeke: Die Neuköllner Oper spielt: Die Bettleroper (1986)
- Stephen Jeffreys: The Convict’s Opera (2009)
- Richard Dobin (1990, Studioaufnahme 2010).[Eb 6][K 3]
- Christoph Reuter / Andreas Hillger: The Beggar´s Opera/Polly, UA 2014, Anhaltisches Theater Dessau

## Deutschsprachige Publikationen (unvollständig)
- John Gay: Die Bettleroper. Mit Zeichnungen von Josef Hegenbarth. Verlag Philipp Reclam jun. Leipzig, 1961 (aus dem Englische übertragen von Alice und Hans Seiffert; mit Nachworten von Karl-Heinz Schönfelder und Richard Petzoldt).

## Verfilmungen
- Die Bettleroper (1953): Peter Brook (Regie) mit Laurence Olivier als Macheath (1953)
- Jonathan Miller (Regie) mit Roger Daltrey als Macheath (1984)[A 5]
- Jiří Menzel (Regie), basierend auf Václav Havels Adaption (1991)

## Deutscher Titel
Der Titel wird nach der Meinung von Bertolt Brecht im Deutschen oft irreführend wiedergegeben:

„‚The Beggar’s Opera‘ wurde im Jahre 1728 zum erstenmal im Lincoln’s Inn Theatre aufgeführt. Der Titel bedeutet nicht etwa, wie manche deutsche Übersetzer geglaubt haben: ‚Die Bettleroper‘, das heißt eine Oper, in der eben Bettler vorkommen, sondern: ‚Des Bettlers Oper‘, das heißt eine Oper für Bettler. ‚The Beggar’s Opera‘, auf Anregung des großen Jonathan Swift verfaßt, war eine Händel-Travestie und hatte, wie berichtet wird, den großartigen Erfolg, daß Händels Theater ruiniert wurde.“